# Université Abdelhafid Boussouf - Mila
L'université Abdelhafid Boussouf - Mila, également appelée Centre universitaire de Mila, est un établissement public à caractère scientifique et culturel jouissant d’une indépendance morale et financière, et ayant pour objectif de dispenser une formation scientifique qualitative aux étudiants dans divers domaines. Il a été créé par le décret exécutif no 08-204 du 6 Rajab 1429 correspondant au 9 juillet 2008. 
Le centre universitaire a ouvert ses portes au début de l’année universitaire 2008-2009 pour accueillir une première promotion de plus de 1 000 étudiants, devenant ainsi, le premier établissement universitaire créé par le secteur de l’enseignement supérieur et la recherche scientifique dans la wilaya de Mila.
En 2014, l'Université est baptisée: Université Abdelhafid Boussouf, du nom d'un chef nationaliste durant la Guerre d'Algérie.

## Composantes de l'université
Le centre universitaire de Mila est composé de trois instituts : l'Institut des Sciences et Technologie constitué de trois départements : le Département de mathématiques et Informatique, le Département des sciences de la nature et de la vie, et le Département des sciences et technologies; l'Institut des sciences économiques, commerciales, et de gestion contient : le Département des sciences économiques, Département des sciences commerciales, et le Département des sciences de la gestion et l'Institut des lettres et des langues, constitué de deux départements : Département de la langue arabe, et Département de langues étrangères.